# Urgleptes haitiensis
Urgleptes haitiensis är en skalbaggsart som beskrevs av Gilmour 1963. Urgleptes haitiensis ingår i släktet Urgleptes och familjen långhorningar.
Artens utbredningsområde är Haiti. Inga underarter finns listade i Catalogue of Life.